# Изобретения Леонардо да Винчи

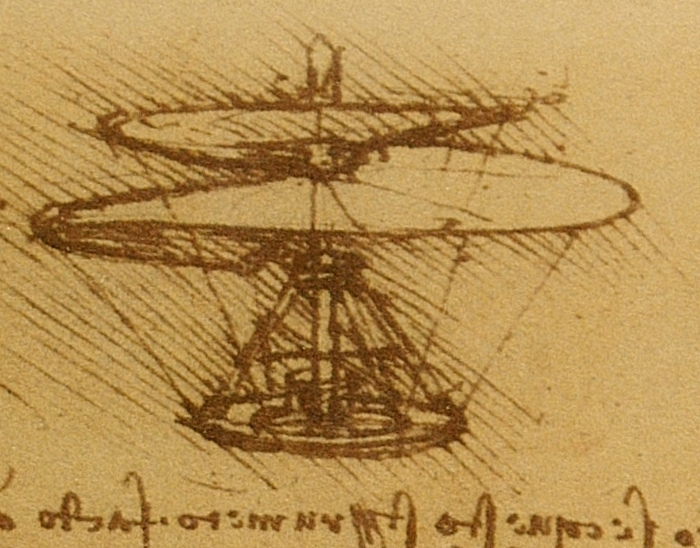
«Вертолёт» Леонардо да Винчи (проект)

Леонардо да Винчи приписывают много изобретений, многие из которых так и остались в проекте, однако они маркируют собой технологический уровень эпохи Возрождения. Свои чертежи Леонардо да Винчи шифровал (писал справа налево, зеркально, использовал понятные только ему сокращения) , и они были опубликованы лишь в XIX веке. При жизни великого инженера многие его изобретения оставались неизвестными широкой публике. Источником наших знаний об изобретениях Леонардо да Винчи служит Атлантический кодекс (хранится в Амброзианской библиотеке).
1. «Танк» (итал. carro armato)[2] — колесница с пушками, прикрытая листами брони. Колесница приводилась в движение людьми. По форме «танк» напоминал черепаху, а количество орудий в нём могло достигать 36[3].
2. «Водолазный костюм»[2] (или скафандр: итал. scafandro[1]) из натуральной кожи с тростниковыми трубками для дыхания.
3. «Вертолёт» (итал. Vite aerea)[2] (или автожир[1]) с винтом из накрахмаленного льна, приводимый в движение вручную.
4. «Парашют» (итал. paracadute)[2]. Представляет собой тканевый купол в форме пирамиды  из дерева и парусины высотой 7 метров. Касаемо практичности данного изобретения, в 2008 году прошло удачное испытание шатра, но от жесткой конструкции пришлось отказаться. Оливье Тепп прыгнул с высоты 650 метров с парашютом, сшитом по этой конструкции.  По словам испытателя, прыжок был безопасным, но им было сложно управлять.
5. «Дельтаплан» (итал. macchina volante)[1] или «Орнитоптер»[4], чей прототип восходит ещё к Дедалу, из подвижных крыльев, приводимых в движение педалями.
6. «Робот-рыцарь» (итал. L'automa cavaliere)[4].
7. «Автомобиль» или «самоходная тележка» (итал. Carro semovente)[3] на трёх колёсах с пружинным механизмом.
8. «Пулемёт» (пушка: итал. cannone)[1] в виде многоствольного орудия из трёх рядов мушкетов.
9. «Велосипед» (итал. bicicletta)[5] с двумя деревянными колесами и педалями.
10. Прожектор[5] из свечи с увеличительными линзами.
11. Колесцовый замок.
12. Спасательный круг (итал. salvagente)[6].
13. Паровая пушка
14. Скорострельный арбалет (итал. Balestra veloce)

Также Леонардо да Винчи разрабатывал изобрётенную ещё в Античности баллисту (Balestra gigante) и серпоносную колесницу.

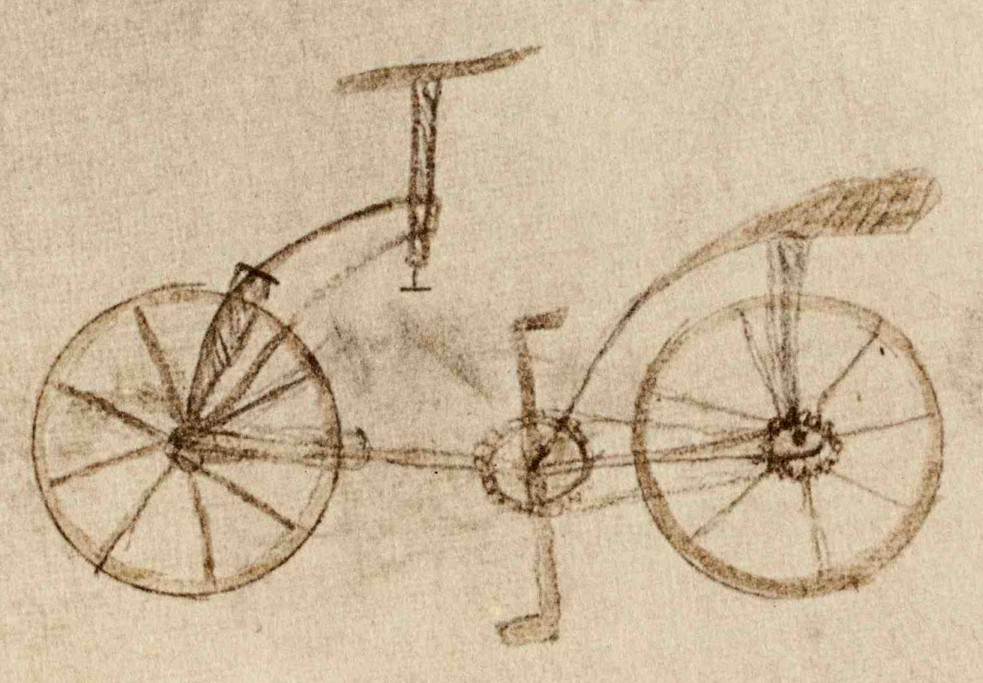
Велосипед
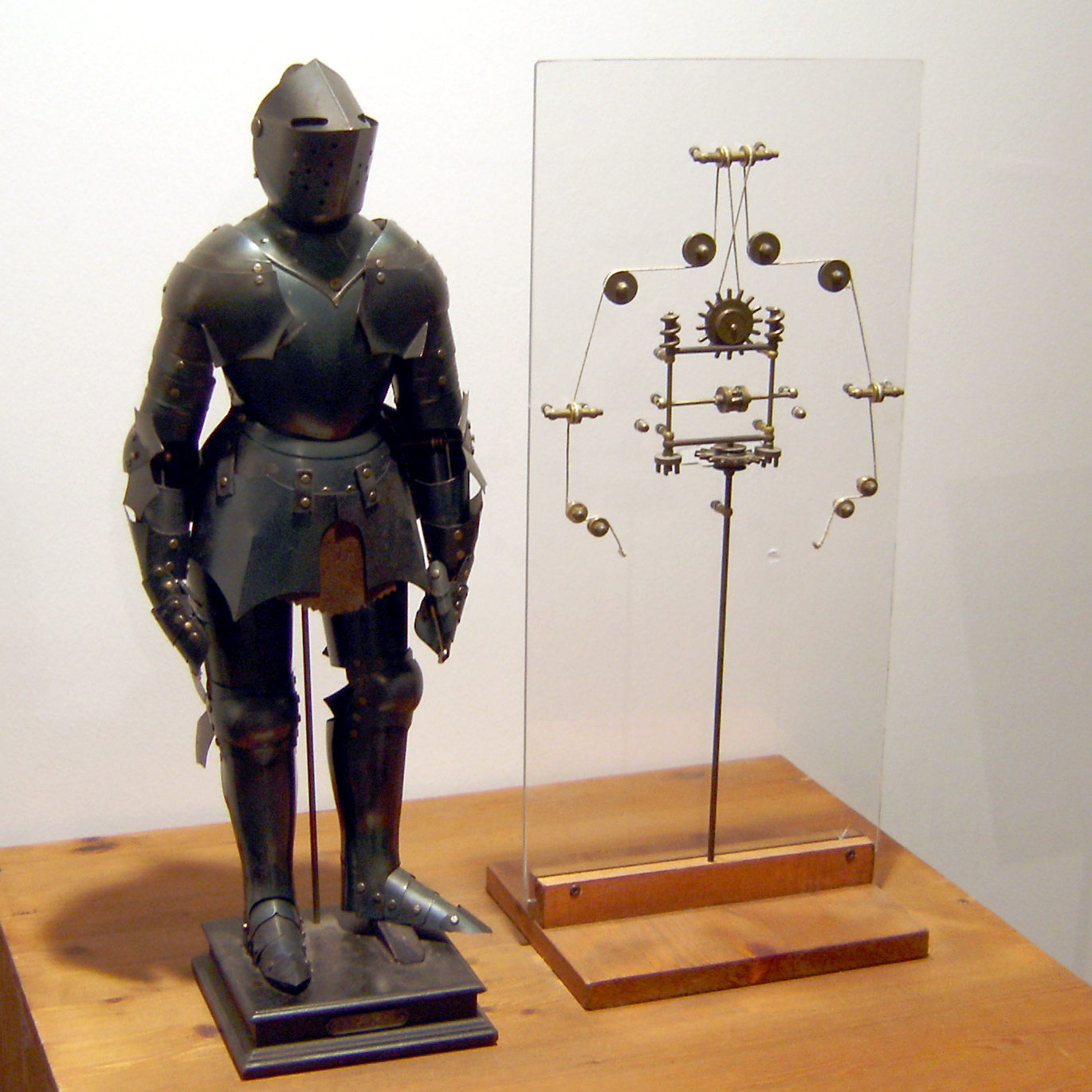
Робот